# FripSide PC game compilation vol.2
『fripSide PC game compilation vol.2』（フリップサイド・ピーシー・ゲーム・コンピレーション・ボリュームツー）は、日本の音楽ユニット・fripSideが2015年8月26日にp.m.worksから発売した2枚目のコンピレーションアルバム。

## 内容
前作『infinite synthesis 2』から約1年ぶり、コンピレーションアルバムとしては前作『fripSide PC game compilation vol.1』から約3年7ヶ月ぶりのアルバム。また、vol.1と同じく配信、ダウンロードがない。
今作は第2期fripSideが手掛けた、アダルトゲームの主題歌全11曲が収録されたアルバムの第2弾作品。予約特典として未発表曲「passion fruits」を収録したCDが同梱された。
fripSide名義での作品であるが、八木沼が制作に携わっている楽曲は7曲のみで、残り4曲は外部のミュージシャンが担当している。反面、前作と異なり南條は全曲のボーカルを担当している。

## 収録曲
1. Hesitation Snow [4:44]
作詞：yuki-ka、八木沼悟志
作曲：八木沼悟志
編曲：八木沼悟志、川﨑海
2. before dawn daybreak -version 2015- [4:11]
作詞：八木沼悟志、山下慎一狼
作曲・編曲：八木沼悟志
第1期5thアルバム『split tears』収録曲のセルフカバー。後に八木沼はこのバージョンに納得がいかず、リミックスされて『crossroads』に改めて収録している[1]。
3. sword of virgin [4:32]
作詞：Lira
作曲・編曲：川﨑海
4. fortuna on the Sixteenth night [4:35]
作詞：八木沼悟志
作曲・編曲：八木沼悟志、岡本拓三
5. glow in the darkness [5:06]
作詞：Lira
作曲・編曲：川﨑海
6. Blaze of Reunion [5:03]
作詞：m@o
作曲・編曲：川﨑海
7. keep your promise [4:54]
作詞・作曲・編曲：八木沼悟志、川﨑海
8. absolute wish [5:04]
作詞・作曲・編曲：八木沼悟志
9. precious time [5:03]
作詞：m@o
作曲・編曲：八木沼悟志、川﨑海[注 1]
10. join forces [5:37]
作詞：八木沼悟志、川﨑海
作曲・編曲：川﨑海
11. with the light [5:06]
作詞：m@o
作曲・編曲：川﨑海

### 予約特典CD
1. passion fruits [5:24]
作詞：yuki-ka
作曲・編曲：酒井陽一

## 参加ミュージシャン
fripSide
- 八木沼悟志：Synthesizer & All Instruments Programming (全曲)
- 南條愛乃：Vocal (全曲)

Additional Musician
- 戸口田隆広：Guitar (#1,2,3,4,5,6,7,8,10,11)
- 大島信彦：Guitar (#2)
- 谷田裕介：Guitar (#9)

## タイアップ
- Windows 7/Vista/XP専用ゲームソフト『はつゆきさくら』オープニングテーマ (#1)
- Windows XP/Vista/7専用ゲームソフト『恋剣乙女』オープニングテーマ (#3)
- Windows XP/Vista/7/8専用ゲームソフト『十六夜のフォルトゥーナ』オープニングテーマ (#4)
- Windows XP/Vista/7/8/8.1専用ゲームソフト『南十字星恋歌』オープニングテーマ (#5)
- Windows Vista/7/8専用ゲームソフト『恋剣乙女〜再燃〜』オープニングテーマ (#6)
- Android/iOS専用携帯電話ゲーム『1/7の魔法使い』オープニングテーマ (#7)
- Windows Vista SP2/7/8/10専用ゲームソフト『ハナヒメ*アブソリュート!』オープニングテーマ (#8)
- Windows 8/7/Vista/XP専用ゲームソフト『花咲ワークスプリング!』トゥルーエンディングテーマ (#9)
- Android/iOS専用携帯電話ゲーム『1/7の魔法使い』エンディングテーマ (#10)
- Windows XP/Vista/7/8専用ゲームソフト『十六夜のフォルトゥーナ』エンディングテーマ (#11)
- Windows専用ゲームソフト『アリスまぺっと～見習い魔法使いとゴスロリ人形三姉妹～』エンディングテーマ (予約特典CD)